# Distrito de Teltow-Fläming
El Distrito de Teltow-Fläming (en alemán: Landkreis Teltow-Fläming) es un Landkreis (distrito) ubicado al sur del estado federal de Brandeburgo (Alemania). La capital del distrito recae sobre la ciudad de Luckenwalde.

## Geografía
Los municipios vecinos por el este corresponden a los que pertenecen al distrito de Dahme-Bosque del Spree, al sur limita con el distrito de Elba-Elster y al oeste con el distrito de Potsdam-Mittelmark así como con el distrito de sachsen-anhalt distrito de Wittenberg al norte con la comarca de Berlín.

## Composición del distrito
| Ciudades     | Habitantes (30 de junio de 2006) |
| ------------ | -------------------------------- |
| Ludwigsfelde | 24.354                           |
| Luckenwalde  | 21.272                           |
| Zossen       | 17.257                           |
| Jüterbog     | 13.114                           |
| Trebbin      | 9.255                            |
| Dahme/Mark¹  | 5.742                            |
| Baruth/Mark  | 4.389                            |

| Municipios          | Habitantes (30 de junio de 2006) |
| ------------------- | -------------------------------- |
| Blankenfelde-Mahlow | 24.433                           |
| Rangsdorf           | 9.588                            |
| Nuthe-Urstromtal    | 7.113                            |
| Großbeeren          | 7.062                            |
| Niedergörsdorf      | 6.818                            |
| Am Mellensee        | 6.700                            |
| Niederer Fläming    | 3.531                            |
| Ihlow¹              | 808                              |
| Dahmetal¹           | 535                              |

¹para Amt Dahme/Mark Municipios